# Tom Chilton (pilota automobilistico)
Thomas James Chilton (Reigate, 15 marzo 1985) è un pilota automobilistico britannico.
Ha trascorso la maggior parte della sua carriera nel British Touring Car Championship; è stato pilota ufficiale Vauxhall e Honda. Attualmente corre per la Sébastien Loeb Racing in World Touring Car Championship. Il suo fratello minore, Max Chilton, è anch'egli un pilota e ha debuttato in Formula 1 nel 2013.

## Carriera

### Inizi
Chilton frequentò la St. Mary's School di Reigate e il college Shiplake. Pilota appassionato sin dalla tenera età, partecipò al Campionato British Racing and Sports Car Club (BRSCC) di T-Cars nel 1999 e 2000, vincendo il BRSCC Saloon Car Winter nel 2001.

### Campionato britannico turismo

#### Barwell Motorsport (2002)

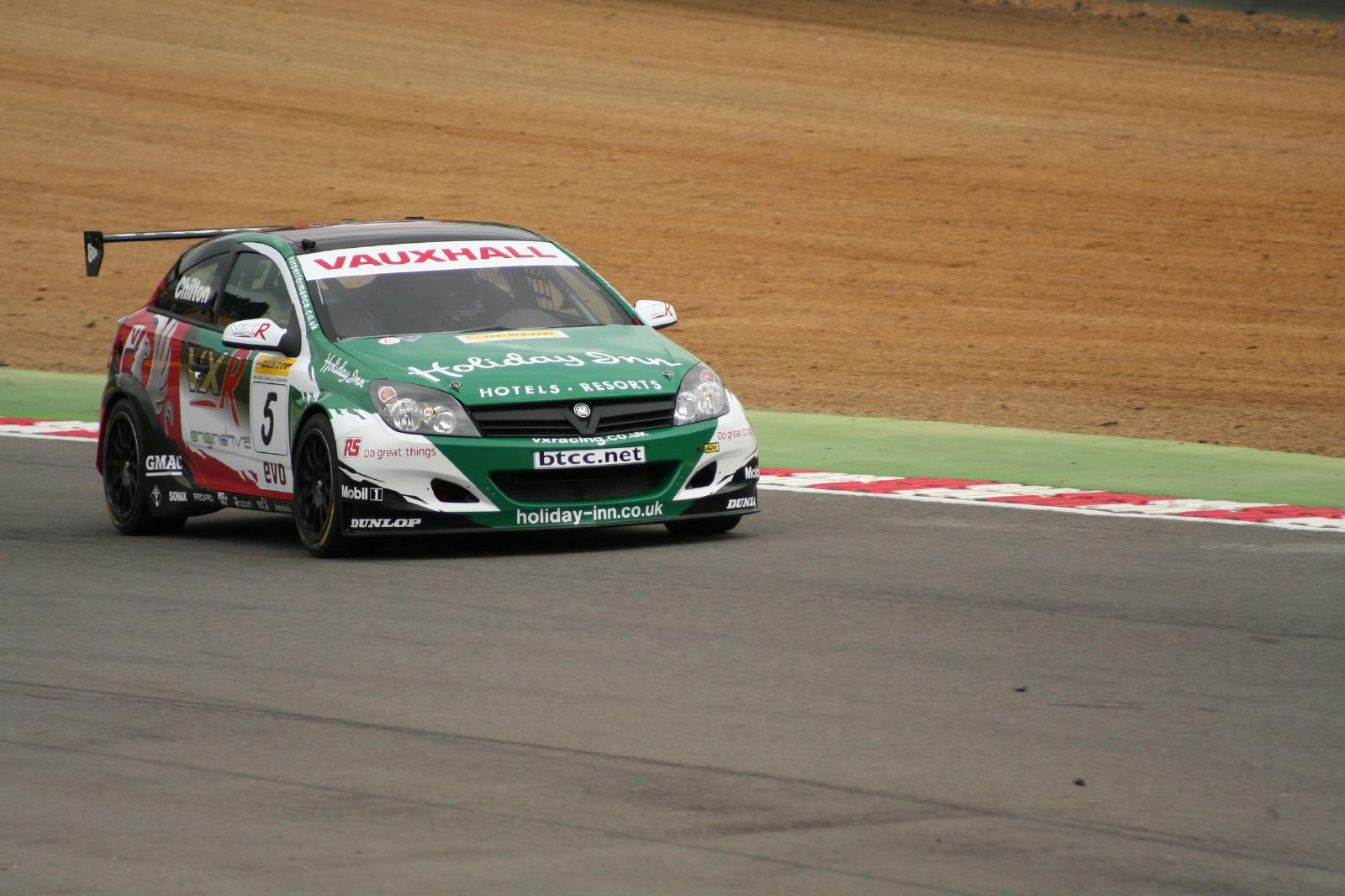
Chilton alla guida di una VX Racing a Brands Hatch nel campionato BTCC del 2006.

Al debutto in BTCC, fu compagno dell'ex pilota di Superbike Aaron Slight nel 2002 alla guida di una Vauxhall Astra Coupé per il team Barwell Motorsport. Dimostrò di essere molto veloce e nonostante la sua mancanza di esperienza avesse contato parecchio, concluse al 15º posto assoluto e 5º nella Coppa Indipendenti.

#### Arena Motorsport (2003–2005)

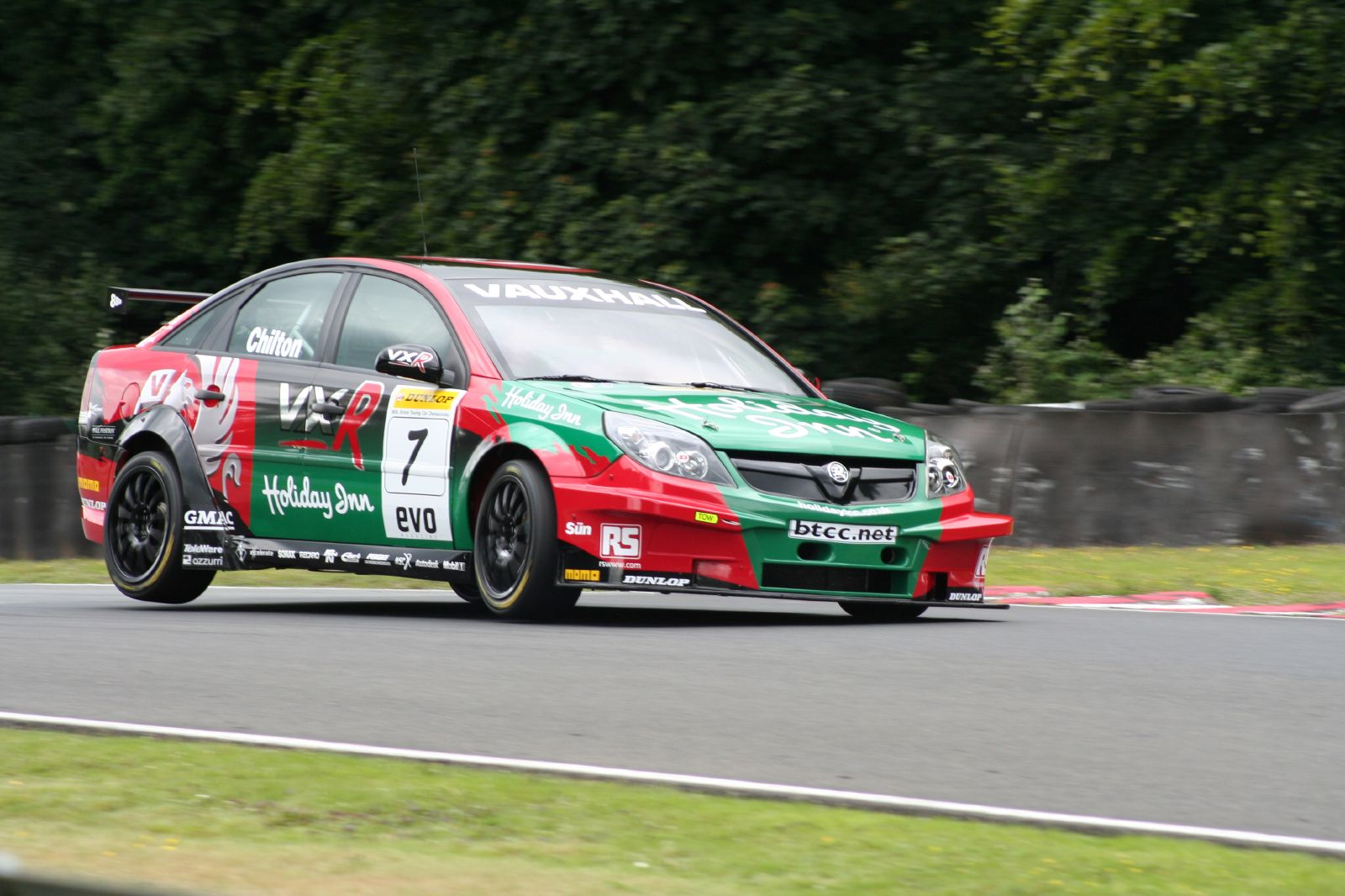
Chilton alla guida di una VX Racing a Oulton Park nel campionato BTCC del 2007.

Nel 2003 concluse 9º assoluto, guidando una Honda Civic Type-R preparata dal team Arena Motorsport insieme a Matt Neal e Alan Morrison. Con il ritiro del supporto Honda per il BTCC 2004, Arena ebbe il budget per correre con una singola vettura e questa fu assegnata a Chilton. Comunque, l'auto fu preparata bene nuovamente e raggiunse la prima vittoria alla nona gara della stagione, a Silverstone, diventando in quel momento il più giovane vincitore di una gara BTCC. Vinse un'altra volta alla ventinovesima gara a Donington.
I suoi piani per il 2005 si incentrarono sul DTM con un nuovo programma supportato da MG Rover, ma questo progetto naufragò perché il marchio inglese si tirò indietro. Lui e Arena si ributtarono nel BTCC a partire dal secondo evento della stagione e corsero anche insieme a Zytek nell'ALMS e nella LMS. Si classificò 5º nel campionato BTCC 2005, nonostante avesse corso 24 gare su 30. Il coinvolgimento di Chilton con Zytek continuò, anche a causa della disponibilità di finanziamenti; Tom e suo fratello Max guidarono la vettura alla 1000 km di Silverstone del settembre 2007.

#### VX Racing (2006–2007)
VX Racing lo assunse per il campionato BTCC del 2006 per guidare la Vauxhall Astra Sport Hatch nº 5. In una stagione deludente per Vauxhall, Chilton non vinse alcuna gara e concluse al 7º posto assoluto. Comunque, Vauxhall mantenne Chilton e Fabrizio Giovanardi per il 2007, ma Chilton non volle restare alla VX Racing per il 2008.

#### Team Halfords (2008)

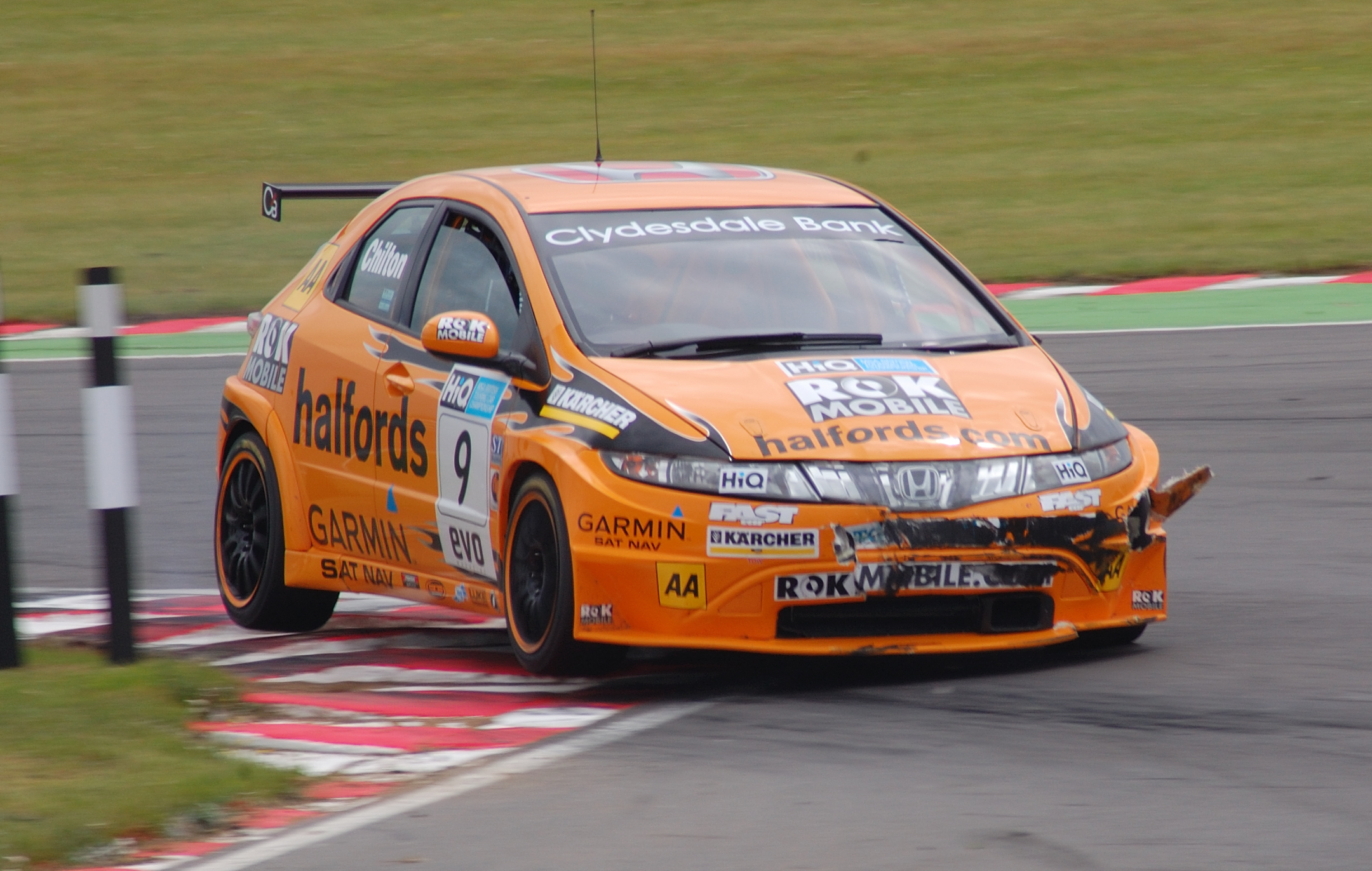
Chilton supera la chicane a Snetterton nel campionato BTCC 2008.

Raggiunse il partner Gordon Shedden al Team Halfords per il campionato BTCC 2008 e venne rimpiazzato alla VX Racing da Matt Neal. All'ultimo round del campionato, Chilton vinse la sua prima gara dal 2005, dominando a Brands Hatch. Questo risultato gli assicurò il 10º posto finale in campionato.

#### Team Aon (2009–2011)

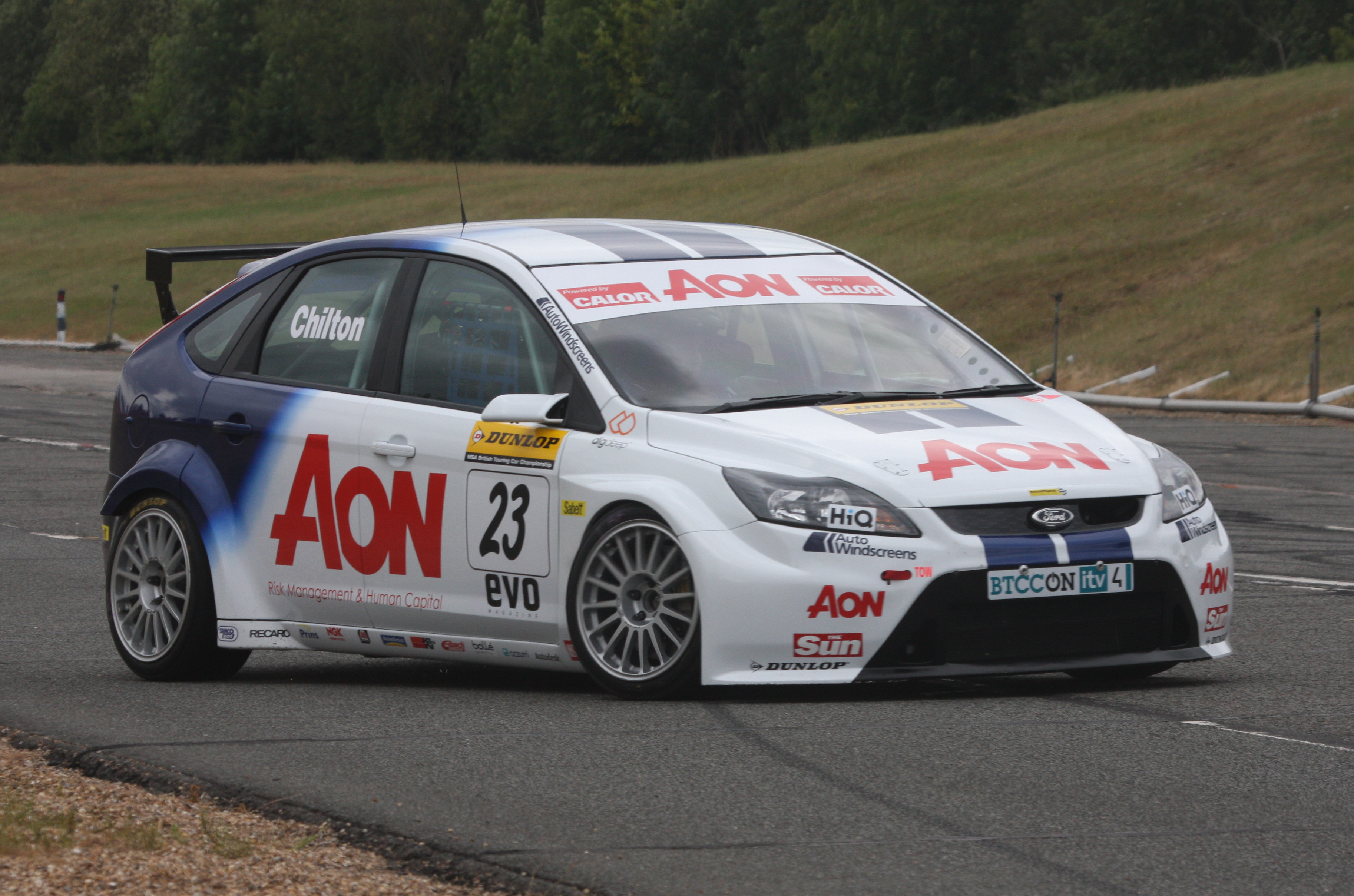
Chilton nel BTCC 2010

Per il 2009 Chilton tornò all'Arena Motorsport guidando una Ford Focus ST nel BTCC portando i colori del Team Aon, ma trascorse la maggior parte della stagione a sviluppare la vettura e concluse 13º in campionato.
Rimase nel team nel 2010. La vettura si rivelò più competitiva dell'anno precedente, conquistando quattro pole position nelle prime cinque gare, ma il compagno Tom Onslow-Cole ottenne migliori risultati di Chilton inizialmente. Entrambi furono sul podio in gara-2 a Snetterton. A Silverstone il team dominò e Chilton poté ottenere le vittorie in entrambe le gare, sempre davanti al compagno Onslow-Cole. Onslow-Cole concluse davanti nella classifica assoluta, ma Chilton si assicurò il Trofeo Indipendenti con due punti su Steven Kane.
Per il 2011 il team sviluppò una nuova vettura basata sulla terza generazione della Ford Focus che correva con regolazioni da Super 2000, alimentata da un motore turbo. I risultati furono inizialmente scarsi poiché la vettura non fu abbastanza sviluppata, ma Chilton riuscì a ottenere una pole position a Knockhill, andando poi a vincere gara-1. Vinse anche l'ultima gara della stagione a Silverstone. Concluse l'anno 7º con 197 punti.

### Campionato del mondo turismo

#### Team Aon (2012)

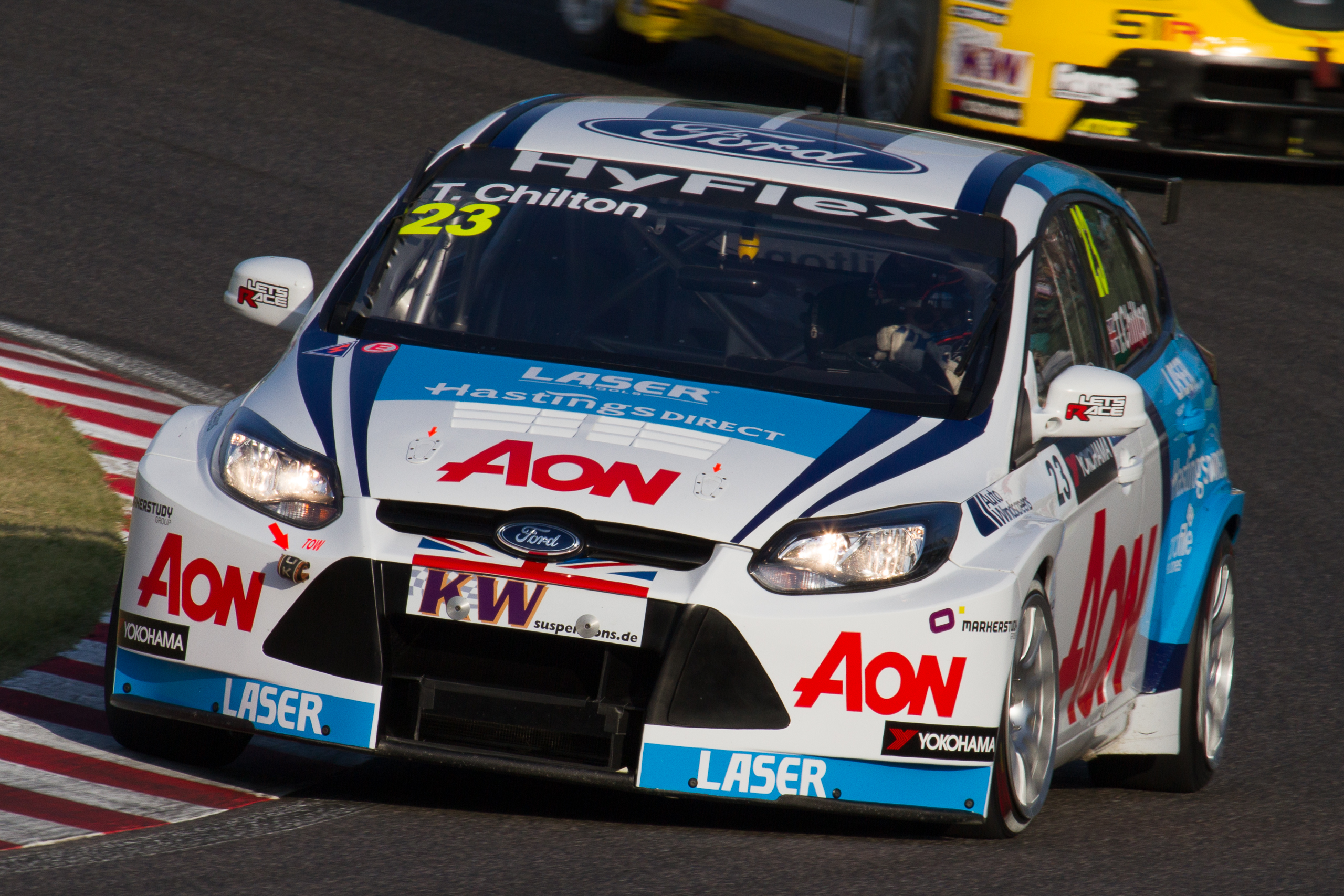
Chilton alla guida del Team Aon a Suzuka nel 2012.

Chilton debuttò in WTCC nel 2012, guidando per il team Arena Motorsport con la loro Ford Focus S2000 TC insieme a un altro debuttante, James Nash. Sebbene fosse nuovo nel campionato, Chilton non fu inserito nel Trofeo Yokohama per gli Indipendenti a causa della sua esperienza nel BTCC. In gara-1 in Marocco, segnò i primi punti per la Ford dal suo ritorno in WTCC dopo essere arrivato al 7º posto. Segnò un altro punto in gara-2 in Slovacchia. A Chilton fu assegnata una penalità di cinque posizioni in griglia per aver causato un incidente nel corso delle qualifiche in Austria, toccando il posteriore di Franz Engslter e buttandolo fuori dalla Q1. Un cambio di motore per entrambe le Ford in Giappone costrinse Chilton a partire dal fondo della griglia in gara-1. Nell'ultima gara a Macao, Chilton perse il controllo scivolando sull'olio lasciato sul tracciato da Alex MacDowall dopo il suo incidente contro le barriere al giro 4 e finì anch'egli contro il muro, dovendosi ritirare. Chilton concluse 22º in classifica, due posizioni dietro al compagno Nash. Dopo la stagione, il team Arena Motorsport sospese i suoi programmi in WTCC dopo aver perso il sostegno tecnico della Ford e chiuse, lasciando Chilton senza un volante per il 2013.

#### RML (2013)
Chilton si spostò in RML per il campionato WTCC 2013, guidando una Chevrolet Cruze 1.6T insieme al compagno ex campione Yvan Muller. Concluse 2º dietro a Muller a inizio stagione a Monza.

#### ROAL Motorsport (2014-2015)

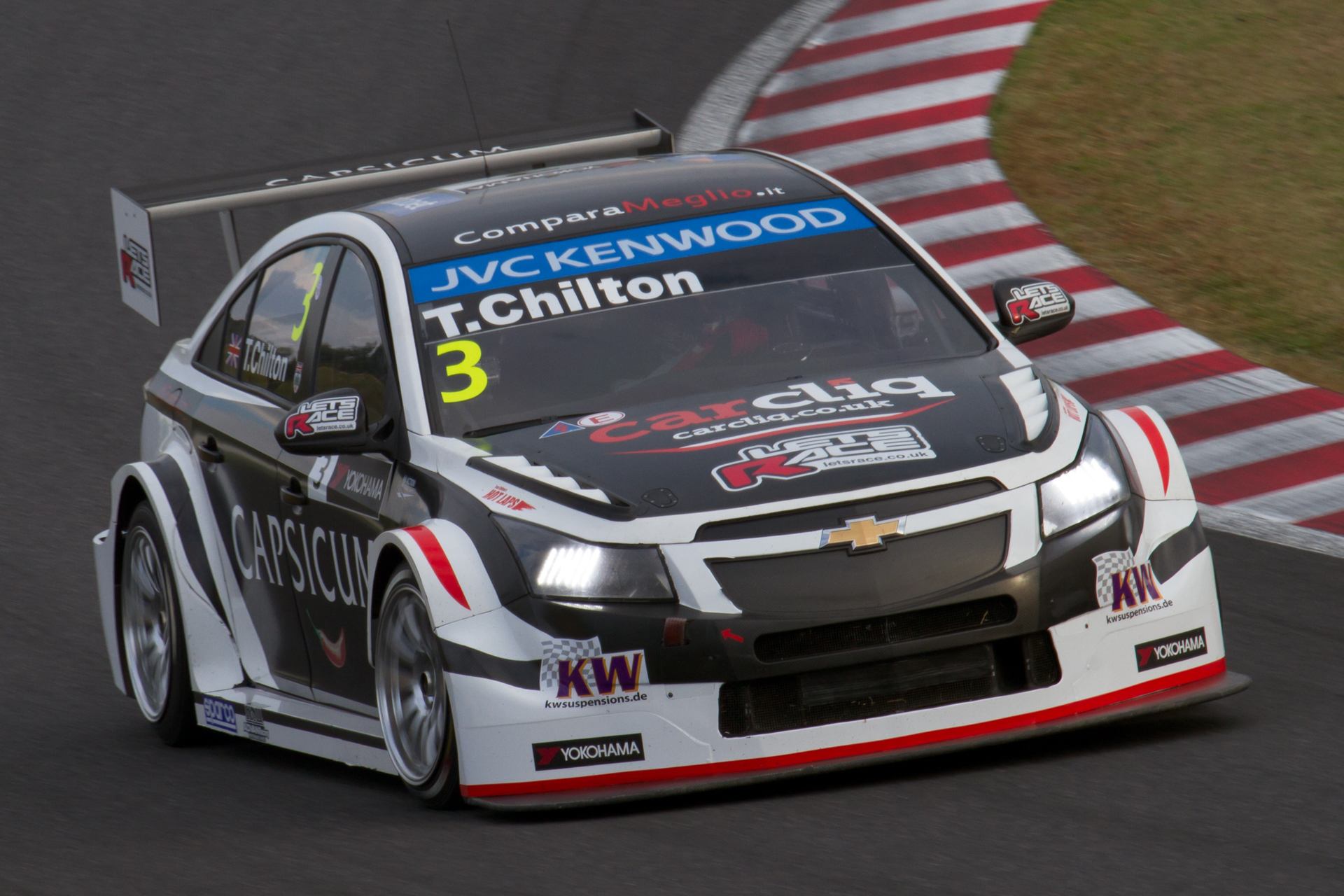
Tom Chilton durante le qualifiche del gran premio di Giappone durante il WTCC 2014

Per la stagione 2014, in seguito al ritiro della RML dal WTCC, Chilton ha acquistato una Chevrolet Cruze con le nuove specifiche TC1 introdotte dal WTCC. Successivamente ha firmato un accordo con la ROAL Motorsport per portare in pista la vettura. Al debutto con la nuova auto, nella gara del Marocco, ha ottenuto due quarti posti. Nelle gare successive non è riuscito a replicare questi risultati, accusando la scarsa competitività rispetto alle auto ufficiali. Nella gara di Pechino, tuttavia, ha ottenuto la pole position, diventando il primo e unico pilota non Citroën della stagione a farlo, e ha poi vinto la prima gara con tanto di giro veloce. Successivamente ha anche ottenuto un secondo posto nella prima gara del Giappone. Chiude la stagione all'ottavo posto con 150 punti.
Confermato l'accordo con la ROAL per il 2015, ha ottenuto due ottavi posti nella gara di apertura, confermandosi ancora una volta tra i migliori piloti privati, ma accusando un pesante ritardo rispetto ai piloti ufficiali. Ottiene il suo primo e unico podio (terzo posto) nella seconda gara d'Ungheria. Chiude all'undicesimo posto in classifica generale con 96 punti, mentre nel trofeo Yokohama, riservato ai piloti privati, si è classificato terzo, dietro a Norbert Michelisz e Mehdi Bennani.

## Apparizioni in TV
Fu uno dei tanti piloti creduto The Stig nel programma televisivo Top Gear, dopo che il precedente Stig aveva svelato la sua identità.
Apparve in cinque serie di Top Gear. Nella serie 5, episodio 5, fu uno dei piloti nella gara People Carrier. Poi, apparve nuovamente nel primo episodio della sesta serie come uno dei piloti nella Toyota Aygo football match. Più recentemente, apparve nella serie 10, episodio 6, quando corse con un motorhome Chevrolet con altri piloti di vetture turismo quali Richard Hammond. Nella serie 12, episodio 5, corse con un bus a due piani e corse contro Jeremy Clarkson alla guida di una BMW M3. Il 6 dicembre 2009, apparve in un ulteriore episodio di Top Gear, correndo contro altri piloti di vetture turismo con veicoli da aeroporto. Nella serie 20, episodio 2, corse con un taxi contro Richard Hammond.
Nel 2009 apparve con Anthony Reid in un video musicale del cantautore Andy J Gallagher.

## Risultati

### Campionato britannico turismo
(legenda)(Le gare in grassetto indicano la pole position) (Gare in corsivo indicano Gpv)
| Anno | Team               | Vettura                    | Cat.    | 1         | 2         | 3        | 4         | 5         | 6         | 7         | 8         | 9         | 10        | 11        | 12        | 13        | 14        | 15       | 16       | 17        | 18        | 19        | 20        | 21        | 22       | 23        | 24        | 25        | 26        | 27        | 28        | 29        | 30       | Pen. | Pos. | Punti |
| ---- | ------------------ | -------------------------- | ------- | --------- | --------- | -------- | --------- | --------- | --------- | --------- | --------- | --------- | --------- | --------- | --------- | --------- | --------- | -------- | -------- | --------- | --------- | --------- | --------- | --------- | -------- | --------- | --------- | --------- | --------- | --------- | --------- | --------- | -------- | ---- | ---- | ----- |
| 2002 | Barwell Motorsport | Vauxhall Astra Coupé       | Touring | BRH 1 3   | BRH 2 Rit | OUL 1 11 | OUL 2 9   | THR 1 13  | THR 2 Rit | SIL 1 11  | SIL 2 Rit | MON 1 9   | MON 2 Rit | CRO 1 Rit | CRO 2 Rit | SNE 1 Rit | SNE 2 8   | KNO 1 10 | KNO 2 7  | BRH 2 10  | DON 1 12  | DON 2 Rit |           |           |          |           |           |           |           |           |           |           |          | −10  | 15º  | 14    |
| 2003 | Honda Racing       | Honda Civic Type-R         | Touring | MON 1 Rit | MON 2 3   | BRH 1 NP | BRH 2 NP  | THR 1 7   | THR 2 10  | SIL 1 5   | SIL 2 6   | ROC 1 4   | ROC 2 7   | CRO 1 7   | CRO 2 12  | SNE 1 6   | SNE 2 5   | BRH 1 8  | BRH 2 7  | DON 1 7   | DON 2 6   | OUL 1 Rit | OUL 2 NP  |           |          |           |           |           |           |           |           |           |          |      | 9º   | 70    |
| 2004 | Team Honda         | Honda Civic Type-R         |         | THR 1 10  | THR 2 Rit | THR 3 10 | BRH 1 3   | BRH 2 6   | BRH 3 6   | SIL 1 18  | SIL 2 10  | SIL 3 1   | OUL 1 11  | OUL 2 7   | OUL 3 6   | MON 1 7   | MON 2 8   | MON 3 5  | CRO 1 19 | CRO 2 9   | CRO 3 7   | KNO 1 2   | KNO 2 Rit | KNO 3 Rit | BRH 1 6  | BRH 2 13  | BRH 3 8   | SNE 1 3   | SNE 2 10  | SNE 3 12  | DON 1 9   | DON 2 1   | DON 3 12 |      | 9º   | 116   |
| 2005 | Arena Motorsport   | Honda Civic Type-R         |         | DON 1     | DON 2     | DON 3    | THR 1 10  | THR 2 6   | THR 3 Rit | BRH 1 7   | BRH 2 NC  | BRH 3 7   | OUL 1 5   | OUL 2 5   | OUL 3 1   | CRO 1 6   | CRO 2 3   | CRO 3 9  | MON 1 9  | MON 2 8   | MON 3 2   | SNE 1     | SNE 2 1   | SNE 3 7   | KNO 1 5  | KNO 2 3   | KNO 3     | SIL 1     | SIL 2 8   | SIL 3     | BRH 1     | BRH 2     | BRH 3    |      | 5º   | 175   |
| 2006 | VX Racing          | Vauxhall Astra Sport Hatch |         | BRH 1 2   | BRH 2 7   | BRH 3    | MON 1 6   | MON 2 Rit | MON 3 9   | OUL 1 9   | OUL 2 7   | OUL 3     | THR 1 4   | THR 2 9   | THR 3 8   | CRO 1 Rit | CRO 2 8   | CRO 3 6  | DON 1 5  | DON 2 Rit | DON 3 6   | SNE 1 Rit | SNE 2 7   | SNE 3     | KNO 1 12 | KNO 2 Rit | KNO 3 Rit | BRH 1 4   | BRH 2 6   | BRH 3 8   | SIL 1 3   | SIL 2 Rit | SIL 3    |      | 7º   | 139   |
| 2007 | VX Racing          | Vauxhall Vectra            |         | BRH 1 6   | BRH 2 3   | BRH 3 7  | ROC 1 2   | ROC 2 3   | ROC 3 4   | THR 1 6   | THR 2 3   | THR 3 8   | CRO 1 8   | CRO 2 Rit | CRO 3 7   | OUL 1 6   | OUL 2 9   | OUL 3 6  | DON 1 15 | DON 2 12  | DON 3 7   | SNE 1 3   | SNE 2 8   | SNE 3 8   | BRH 1 6  | BRH 2 Rit | BRH 3 9   | KNO 1 Rit | KNO 2 11  | KNO 3 Rit | THR 1 Rit | THR 2 9   | THR 3    |      | 9º   | 130   |
| 2008 | Team Halfords      | Honda Civic                |         | BRH 1 9   | BRH 2 Rit | BRH 3 7  | ROC 1 8   | ROC 2 7   | ROC 3 2   | DON 1 Rit | DON 2 5   | DON 3 5   | THR 1 7   | THR 2 12  | THR 3 Rit | CRO 1 Rit | CRO 2 14  | CRO 3 4  | SNE 1 3  | SNE 2 15  | SNE 3 7   | OUL 1 2   | OUL 2 11  | OUL 3 Rit | KNO 1 10 | KNO 2 11  | KNO 3 6   | SIL 1 12  | SIL 2 Rit | SIL 3 9   | BRH 1 8   | BRH 2 6   | BRH 3 1  |      | 10º  | 107   |
| 2009 | Team Aon           | Ford Focus ST              |         | BRH 1 11  | BRH 2 14  | BRH 3 11 | THR 1 15  | THR 2 17  | THR 3 Rit | DON 1 12  | DON 2 17  | DON 3 9   | OUL 1 13  | OUL 2 12  | OUL 3 Rit | CRO 1 Rit | CRO 2 NP  | CRO 3 10 | SNE 1 11 | SNE 2 Rit | SNE 3 Rit | KNO 1 11  | KNO 2 11  | KNO 3 8   | SIL 1 11 | SIL 2 5   | SIL 3 Rit | ROC 1 18  | ROC 2 9   | ROC 3     | BRH 1 2   | BRH 2 6   | BRH 3    |      | 13º  | 55    |
| 2010 | Team Aon           | Ford Focus ST LPG          |         | THR 1 Rit | THR 2 Rit | THR 3 8  | ROC 1 11  | ROC 2 6   | ROC 3 Rit | BRH 1     | BRH 2 SQ  | BRH 3 6   | OUL 1 5   | OUL 2 6   | OUL 3 4   | CRO 1 18  | CRO 2 11  | CRO 3 4  | SNE 1 3  | SNE 2     | SNE 3 4   | SIL 1     | SIL 2 1   | SIL 3 6   | KNO 1 5  | KNO 2 4   | KNO 3 10  | DON 1 2   | DON 2 4   | DON 3 5   | BRH 1 7   | BRH 2 5   | BRH 3    |      | 5º   | 191   |
| 2011 | Team Aon           | Ford Focus                 |         | BRH 1 3   | BRH 2 8   | BRH 3 8  | DON 1 4   | DON 2 4   | DON 3 Rit | THR 1 4   | THR 2 4   | THR 3 Rit | OUL 1 17  | OUL 2 10  | OUL 3 7   | CRO 1 7   | CRO 2 6   | CRO 3 9  | SNE 1 9  | SNE 2 12  | SNE 3 13  | KNO 1     | KNO 2 4   | KNO 3 6   | ROC 1 13 | ROC 2 11  | ROC 3 18  | BRH 1 7   | BRH 2 5   | BRH 3 4   | SIL 1 12  | SIL 2 8   | SIL 3 1  |      | 7º   | 135   |
| 2017 | Power Maxed Racing | Vauxhall Astra             |         | BRH 1 10  | BRH 2 8   | BRH 3    | DON 1 Rit | DON 2 10  | DON 3 14  | THR 1 14  | THR 2 12  | THR 3 10  | OUL 1 19  | OUL 2 24  | OUL 3 19  | CRO 1 9   | CRO 2 Rit | CRO 3 20 | SNE 1 10 | SNE 2 12  | SNE 3 10  | KNO 1 16  | KNO 2 12  | KNO 3 18  | ROC 1 11 | ROC 2 16  | ROC 3 24  | SIL 1     | SIL 2     | SIL 3     | BRH 1 5   | BRH 2 7   | BRH 3 15 |      | 15º  | 100   |

### Campionato del mondo turismo
(legenda)(Le gare in grassetto indicano la pole position) (Gare in corsivo indicano Gpv)
| Anno | Scuderia              | Vettura                 | 1        | 2        | 3         | 4         | 5         | 6         | 7         | 8        | 9        | 10        | 11       | 12        | 13        | 14       | 15       | 16        | 17        | 18       | 19        | 20       | 21        | 22        | 23        | 24        | Pos. | Punti |
| ---- | --------------------- | ----------------------- | -------- | -------- | --------- | --------- | --------- | --------- | --------- | -------- | -------- | --------- | -------- | --------- | --------- | -------- | -------- | --------- | --------- | -------- | --------- | -------- | --------- | --------- | --------- | --------- | ---- | ----- |
| 2012 | Team Aon              | Ford Focus S2000 TC     | ITA 1 13 | ITA 2 16 | SPA 1 19  | SPA 2 15  | MAR 1 7   | MAR 2 16† | SVC 1 Rit | SVC 2 10 | UNG 1 15 | UNG 2 14  | AUT 1 16 | AUT 2 11  | POR 1 16  | POR 2 15 | BRA 1 16 | BRA 2 16† | USA 1 12  | USA 2 15 | GPN 1 15  | GPN 2 18 | CIN 1 11  | CIN 2 19  | MAC 1 13  | MAC 2 Rit | 22º  | 7     |
| 2013 | RML                   | Chevrolet Cruze 1.6T    | ITA 1 2  | ITA 2 5  | MAR 1 Rit | MAR 2 3   | SVC 1 Rit | SVC 2 7   | UNG 1 7   | UNG 2 7  | AUT 1 7  | AUT 2 NC  | RUS 1 9  | RUS 2 6   | POR 1 2   | POR 2 9  | ARG 1 3  | ARG 2 12  | USA 1     | USA 2 11 | GPN 1 4   | GPN 2 6  | CIN 1     | CIN 2 10  | MAC 1 Rit | MAC 2 Rit | 5º   | 213   |
| 2014 | ROAL Motorsport       | Chevrolet RML Cruze TC1 | MAR 1 4  | MAR 2 4  | FRA 1 9   | FRA 2 15  | UNG 1 14  | UNG 2 7   | SVC 1 5   | SVC 2 C  | AUT 1 6  | AUT 2 Rit | RUS 1 5  | RUS 2 6   | BEL 1 10  | BEL 2 10 | ARG 1 6  | ARG 2 Rit | PEC 1     | PEC 2 8  | SHA 1 Rit | SHA 2 7  | GPN 1 2   | GPN 2 10  | MAC 1 12  | MAC 2 7   | 8º   | 150   |
| 2015 | ROAL Motorsport       | Chevrolet RML Cruze TC1 | ARG 1 8  | ARG 2 8  | MAR 1 14  | MAR 2 4   | UNG 1 7   | UNG 2 3   | GER 1 9   | GER 2 NP | RUS 1 6  | RUS 2 9   | SLO 1 7  | SLO 2 Rit | FRA 1 5   | FRA 2 8  | POR 1 14 | POR 2 13  | GPN 1 Rit | GPN 2 6  | CIN 1 Rit | CIN 2 NP | THA 1 Rit | THA 2 4   | QAT 1 14  | QAT 2 13  | 11º  | 96    |
| 2016 | Sébastien Loeb Racing | Citroën C-Elysée WTCC   | FRA 1 11 | FRA 2 9  | SVC 1 9   | SVC 2 7   | UNG 1 2   | UNG 2 5   | MAR 1 5   | MAR 2 SQ | GER 1 2  | GER 2 3   | RUS 1 14 | RUS 2 16  | POR 1 2   | POR 2 10 | ARG 1    | ARG 2 9   | GPN 1 8   | GPN 2 6  | CIN 1 Rit | CIN 2 9  | QAT 1 2   | QAT 2 Rit |           |           | 8º   | 163   |
| 2017 | Sébastien Loeb Racing | Citroën C-Elysée WTCC   | MAR 1 7  | MAR 2 5  | ITA 1     | ITA 2 Rit | UNG 1 2   | UNG 2 3   | GER 1 4   | GER 2 5  | POR 1 4  | POR 2 6   | ARG 1 4  | ARG 2 7   | CIN 1 Rit | CIN 2 3  | GPN 1    | GPN 2 10  | MAC 1 8   | MAC 2 3  | QAT 1     | QAT 2 5  |           |           |           |           | 3º   | 248,5 |

† — Non ha finito la gara, ma è stato classificato per aver completato più del 90% della distanza.

### Pure ETCR
| Anno    | Squadra              | Vettura                 | ITA | SPA | DAN | UNG | FRA | Punti | Pos. |
| ------- | -------------------- | ----------------------- | --- | --- | --- | --- | --- | ----- | ---- |
| 2021    | Hyundai Motorsport N | Hyundai Veloster N ETCR | 12  | 7   | 12  | 10  | 5   | 145   | 12°  |
| Legenda |                      |                         |     |     |     |     |     |       |      |